# Semaprochilodus varii
Semaprochilodus varii es una especie de pez de la familia Prochilodontidae en el orden de los Characiformes.

## Morfología
Los machos pueden llegar alcanzar los 28 cm de longitud total.

## Reproducción
Es sexualmente maduro cuando alcanza los 22 cm de largo.

## Hábitat
Es un pez de agua dulce y de  clima tropical.

## Distribución geográfica
Se encuentran en Sudamérica:  cuenca del río Maroni.